# Ryan Tyack
Ryan Tyack (* 2. Juni 1991 in Nambour, Queensland) ist ein australischer Bogenschütze.

## Werdegang
Ryan Tyack startet für den Sunshine Coast Archery Club in Buderim, Queensland. Er begann im Alter von neun Jahren mit dem Bogenschießen und debütierte im Jahr 2003 auf internationaler Ebene. Seit 2002 ist seine Mutter Lynette Rankin-Tyack, die ihm das Bogenschießen nahegebracht hat, auch seine Trainerin.
2008 gewann Tyack zusammen mit Taylor Worth die Goldmedaille bei den Juniorenweltmeisterschaften in Antalya. Ein Jahr später war er australischer Fahnenträger bei der Eröffnungsfeier des Australian Youth Olympics Festival (AYOF).
Für die Olympischen Sommerspiele 2012 in London konnte sich Tyack nicht qualifizieren.
Bei den Hallenweltmeisterschaften 2014 im französischen Nîmes gewann Tyack im Einzelwettbewerb die Goldmedaille vor Wiktor Ruban und Brady Ellison.
Ryan Tyack nahm im Alter von 25 Jahren im Rahmen der Olympischen Sommerspiele 2016 in Rio de Janeiro zum ersten Mal an Olympischen Spielen teil. Im Mannschaftswettbewerb kam er zusammen mit Taylor Worth und Alec Potts nach Siegen über Malaysia und Frankreich bis ins Halbfinale, wo sie jedoch gegen den späteren Olympiasieger Südkorea mit 0:6 verloren. Anschließend besiegten sie im Kleinen Finale dann China mit 6:2 und gewannen so die Bronzemedaille. Dies war die erste Mannschaftsmedaille für Australien im Bogenschießen bei Olympischen Spielen. Im Einzelwettbewerb verlor er direkt in der ersten Runde mit 2:6 gegen den Belgier Robin Ramaekers und schied so frühzeitig aus.
Ryan Tyack lebt derzeit in Belconnen, einem Stadtbezirk von Canberra.